# 黃泮
黃泮（？—？），字魯在，號養吾，福建漳州府龍溪縣人，民籍，明朝政治人物。

## 生平
嘉靖十九年（1540年）庚子科福建鄉試第二名舉人。嘉靖三十二年（1553年）中式癸丑科會試第一百十一名，三甲第一百九十三名進士。刑部观政，授行人，选授御史，四十二年弹劾墙子岭提调指挥杨瀛等各失事状。四十三年巡按廣西，出为太平府知府。

## 家族
曾祖黃熒，按察司副使進階大中大夫；祖父黃琅；父黃誥，遙授訓導。母顏氏。弟黄涵、黄渾。